# Georg Baring (Pfarrer)
 Georg Adolf Eberhard Baring (* 11. Dezember 1901 in Leipzig; † 2. April 1968 in Osnabrück) war ein lutherischer Pfarrer und Kirchenhistoriker.

## Familie
Georg Baring gehört zur Baring (Familie). Sein Vater war der spätere Oberlandesgerichtsrat Adolf Baring (1860–1945). Seine Mutter war die zweite Ehefrau seines Vaters, Elisabeth Leverkühn (1871–1930), Tochter des Vorsitzenden des Gewerbe- und Kaufmannsgerichts zu Lübeck, August Leverkühn (1861–1927). Sein Bruder, Martin Baring (1904–1989), war Senatspräsident beim Bundesverwaltungsgericht. Außerdem hatte Georg nach zwei Schwestern, Elisabeth (* 1899) und Ursula (1907–2002), Kunstsammlerin.

## Leben
Nach dem Besuch des Königlichen Gymnasiums in Dresden studierte Baring Theologie. Seine Pfarrerslaufbahn begann er in Sachsen. 1928 war er Hilfsgeistlicher in der Heil- und Pflegeanstalt Schloss Sonnenstein und 1929 Hilfsgeistlicher (2. Stelle) in der Heil- und Pflegeanstalt in Hochweitzschen. Seine erste Pfarrei erhielt Baring 1931 als Pfarrer in Mittelsaida. Nach der Machtübernahme der Nationalsozialisten Anfang 1933 wurde er Mitglied des Pfarrernotbundes in Sachsen, später auch der Bekennenden Kirche. Da Baring 1930 in Sachsen Landtagskandidat für den Christlich-Sozialen Volksdienst (CSVD) gewesen war, erfuhr er nach 1933 mehrfach Anfeindungen durch Parteidienststellen der NSDAP. 1935 wurde Baring auf die erste Pfarrstelle in Dissen bei Osnabrück berufen. Im Jahre 1960 ging er als Krankenhauspfarrer nach Osnabrück. 
Für seine kirchenhistorischen Arbeiten über die Reformation wurde Baring 1966 von der Theologischen Fakultät der Universität Bonn mit der Ehrendoktorwürde ausgezeichnet. In seiner „Bibliographie der Theologia Deutsch“ wies er 190 Drucke des von Luther herausgegebenen Traktats nach. Weitere Arbeiten waren „Die erste vorlutherische evangelische Prophetenübersetzung 1528“ sowie die „Bibliographie des Wiedertäufers Hans Denck“ und die Darstellung seiner Beziehungen zu Thomas Müntzer.

## Schriften
- Die „Wormser Propheten“ … In: Deutsches Bibel-Archiv. 3. Bericht 1933.
- Die „Wormser Propheten“. Eine vorlutherische evangelische Prophetenübersetzung aus dem Jahre 1527. In: Archiv für Reformationsgeschichte, Bd. 31 (1934).
- Bibliographie der Ausgaben der „Theologia Deutsch“ (1516–1961). Ein Beitrag zur Lutherbibliographie. Heitz, Baden-Baden 1963.
- Hans Denck: Schriften. 1955–1960. Teil 1: Bibliographie. Hrsg. von Georg Baring. Bertelsmann, Gütersloh 1955 (Quellen zur Geschichte der Täufer Band 6, 1; zugleich: Quellen und Forschungen zur Reformationsgeschichte, Band 24, 1.)
- „Theologia Deutsch“ und die Mennoniten. In: Mennonitische Geschichtsblätter, 23, NF (1966), S. 61–73.
- Hans Denck und Thomas Müntzer in Nürnberg 1524. In: Abraham Friesen, Hans-Jürgen Goertz: Thomas Müntzer. Darmstadt 1978, 132–177.